# Humberto Donoso
Humberto Donoso Bertolotto (9 d'octubre de 1938 - 4 de maig de 2000) fou un futbolista xilè.

## Selecció de Xile
Va formar part de l'equip xilè a la Copa del Món de 1966.